# Halesus radiatus
Halesus radiatus – gatunek chruścika z rodziny bagiennikowatych (Limnephilidae). Larwy budują przenośne domki z fragmentów detrytusu.
Zasiedla prawie całą Europę, larwy spotykane w rhitralu, potamalu, jeziorach i zalewach morskich. Limneksen.
Imagines złowiono nad jeziorami Mikołajskim i Śniardwy. W Europie Północnej i Środkowej larwy występują w jeziorach, stawach, rzekach, kanałach i zalewach morskich.